# Thera britannica
Thera britannica là một loài bướm đêm. Its wingspan is khoảng 30–36 mm. Bướm bay từ tháng 4 đên cuối tháng 6 và từ cuối tháng 8 đến giữa tháng 10.